# Zlatko Zahovič
Zlatko Zahovič (Maribor, Eslovenia, RFS Yugoslavia, 1 de febrero de 1971) es un exfutbolista esloveno, hijo de padres serbios. Jugaba de mediapunta y su primer equipo fue el FK Partizan Belgrado de la Primera división de Yugoslavia. Actualmente es el director deportivo del NK Maribor de la Prva SNL de Eslovenia.

## Trayectoria
Comenzó en las categorías juveniles del Kovinar Maribor. En 1989 conoció a Milko Đurovski, jugador yugoslavo que estaba haciendo el servicio militar en Maribor, quien le abrió las puertas del fútbol profesional.
Jugó en el Partizan de Belgrado entre 1989 y 1993, aunque la temporada 1990-91 jugó cedido en el FK Proleter Zrenjanin. En 1993 fue contratado por el Vitória Guimarães de Portugal, donde jugó hasta 1996, cuando fichó por el FC Oporto.
En 1999 dejó la Primera División de Portugal y fue contratado por el Olympiacos FC de la Super Liga de Grecia. Tras un año en Grecia y tras un desencuentro con el entrenador, dejó el club antes de que acabase la temporada y fue fichado por el Valencia CF de la Primera División española. Con el equipo valenciano llegó a jugar la final de la Liga de Campeones de la UEFA frente al Bayern de Múnich, equipo que se proclamó campeón. El encuentro terminó en empate y se llegó a la tanda de penaltis; Zahovič fue uno de los lanzadores, pero su tiro fue detenido por el portero alemán Oliver Kahn. Tras su etapa en el Valencia CF, en la que también tuvo problemas con el entrenador Héctor Cúper al quejarse de falta de minutos, fue contratado por el Benfica de Lisboa, donde jugó entre 2001 y 2005. A mitad de la temporada 2004-05 dio por finalizada su carrera como profesional.

## Selección nacional
Ha sido internacional con la selección de fútbol de Eslovenia, con la que disputó 80 partidos y marcó 35 goles, siendo el jugador que ostenta los récords de participaciones y goles. Debutó el 7 de noviembre de 1992 en un partido amistoso contra Chipre.
Su mejor actuación con la selección fue la clasificación para la Eurocopa 2000 celebrada en Bélgica y los Países Bajos, donde Zahovič marcó tres de los cuatro goles que consiguió su equipo, no pudiendo evitar ser eliminados en la primera fase.
También disputó la Copa Mundial de Fútbol 2002 celebrado en Corea del Sur y Japón. Tras el primer partido del campeonato, disputado frente a España, Eslovenia perdió por 3-1, Zlatko fue expulsado de la selección por sus problemas con el seleccionador Srečko Katanec y regresó a Eslovenia. Inmediatamente después de caer eliminados en la primera fase, el seleccionador dimitió y Zahovič volvió a la selección.
Jugó su último partido con la selección el 28 de abril de 2004 contra Suiza.

### Participaciones en Copas del Mundo
| Mundial                        | Sede                  | Resultado    | Partidos | Goles |
| ------------------------------ | --------------------- | ------------ | -------- | ----- |
| Copa Mundial de Fútbol de 2002 | Corea del Sur y Japón | Primera fase | 3        | 0     |

### Participaciones en Eurocopas
| Mundial       | Sede                   | Resultado    | Partidos | Goles | Prom. |
| ------------- | ---------------------- | ------------ | -------- | ----- | ----- |
| Eurocopa 2000 | Países Bajos y Bélgica | Primera fase | 3        | 3     | 1,00  |

## Estadísticas

### Clubes
| Club                             | Div.          | Temporada     | Liga  | Liga  | Copas nacionales | Copas nacionales | Torneos internacionales | Torneos internacionales | Total | Total | Media goleadora |
| Club                             | Div.          | Temporada     | Part. | Goles | Part.            | Goles            | Part.                   | Goles                   | Part. | Goles | Media goleadora |
| -------------------------------- | ------------- | ------------- | ----- | ----- | ---------------- | ---------------- | ----------------------- | ----------------------- | ----- | ----- | --------------- |
| FK Partizan Belgrado Yugoslavia  | 1.ª           | 1989-90       | 9     | 1     | —                | —                | —                       | —                       | 9     | 1     | 0.11            |
| FK Partizan Belgrado Yugoslavia  | 1.ª           | 1991-92       | 13    | 2     | —                | —                | 1                       | 0                       | 14    | 2     | 0.14            |
| FK Partizan Belgrado Yugoslavia  | 1.ª           | 1992-93       | 15    | 3     | —                | —                | —                       | —                       | 15    | 3     | 0.20            |
| FK Partizan Belgrado Yugoslavia  | Total club    | Total club    | 37    | 6     | 0                | 0                | 1                       | 0                       | 38    | 6     | 0.16            |
| FK Proleter Zrenjanin Yugoslavia | 1.ª           | 1990-91       | 25    | 0     | —                | —                | —                       | —                       | 25    | 0     | 0.00            |
| FK Proleter Zrenjanin Yugoslavia | Total club    | Total club    | 25    | 0     | 0                | 0                | 0                       | 0                       | 25    | 0     | 0.00            |
| Vitória Sport Clube Portugal     | 1.ª           | 1993-94       | 27    | 1     | 2                | 1                | —                       | —                       | 29    | 3     | 0.10            |
| Vitória Sport Clube Portugal     | 1.ª           | 1994-95       | 23    | 4     | 1                | 0                | —                       | —                       | 24    | 4     | 0.17            |
| Vitória Sport Clube Portugal     | 1.ª           | 1995-96       | 29    | 8     | 2                | 0                | 2                       | 0                       | 33    | 8     | 0.24            |
| Vitória Sport Clube Portugal     | Total club    | Total club    | 79    | 13    | 5                | 1                | 2                       | 0                       | 86    | 14    | 0.16            |
| Porto Portugal                   | 1.ª           | 1996-97       | 27    | 7     | 4                | 1                | 7                       | 1                       | 38    | 9     | 0.24            |
| Porto Portugal                   | 1.ª           | 1997-98       | 29    | 6     | 5                | 5                | 5                       | 0                       | 39    | 11    | 0.28            |
| Porto Portugal                   | 1.ª           | 1998-99       | 31    | 14    | —                | —                | 6                       | 7                       | 37    | 21    | 0.57            |
| Porto Portugal                   | Total club    | Total club    | 87    | 27    | 9                | 6                | 18                      | 8                       | 114   | 41    | 0.36            |
| Olympiacos FC · Grecia           | 1.ª           | 1999-00       | 14    | 7     | —                | —                | 6                       | 2                       | 20    | 9     | 0.45            |
| Olympiacos FC · Grecia           | Total club    | Total club    | 14    | 7     | 0                | 0                | 6                       | 2                       | 20    | 9     | 0.45            |
| Valencia CF · España             | 1.ª           | 2000-01       | 20    | 3     | 1                | 2                | 10                      | 1                       | 31    | 6     | 0.19            |
| Valencia CF · España             | Total club    | Total club    | 20    | 3     | 1                | 2                | 10                      | 1                       | 31    | 6     | 0.19            |
| SL Benfica Portugal              | 1.ª           | 2001-02       | 21    | 6     | 2                | 1                | —                       | —                       | 23    | 7     | 0.30            |
| SL Benfica Portugal              | 1.ª           | 2002-03       | 28    | 6     | 1                | 0                | —                       | —                       | 29    | 6     | 0.21            |
| SL Benfica Portugal              | 1.ª           | 2003-04       | 21    | 2     | 2                | 0                | 8                       | 1                       | 31    | 3     | 0.10            |
| SL Benfica Portugal              | 1.ª           | 2004-05       | 10    | 0     | 1                | 0                | 6                       | 4                       | 17    | 4     | 0.24            |
| SL Benfica Portugal              | Total club    | Total club    | 80    | 14    | 6                | 1                | 14                      | 5                       | 111   | 20    | 0.18            |
| Total carrera                    | Total carrera | Total carrera | 342   | 70    | 21               | 10               | 36                      | 15                      | 399   | 95    | 0.24            |

## Palmarés

### Campeonatos nacionales
| Título                       | Club                   | País       | Año     |
| ---------------------------- | ---------------------- | ---------- | ------- |
| Meridijan Superliga          | FK Partizan Belgrado   | Yugoslavia | 1992-93 |
| Primera División de Portugal | Fútbol Club Oporto     | Portugal   | 1996-97 |
| Primera División de Portugal | Fútbol Club Oporto     | Portugal   | 1997-98 |
| Copa de Portugal             | Fútbol Club Oporto     | Portugal   | 1997-98 |
| Supercopa de Portugal        | Fútbol Club Oporto     | Portugal   | 1997-98 |
| Primera División de Portugal | Fútbol Club Oporto     | Portugal   | 1998-99 |
| Supercopa de Portugal        | Fútbol Club Oporto     | Portugal   | 1998-99 |
| Super Liga de Grecia         | Olympiacos FC          | Grecia     | 1999-00 |
| Copa de Portugal             | Sport Lisboa e Benfica | Portugal   | 2003-04 |
| Primera División de Portugal | Sport Lisboa e Benfica | Portugal   | 2004-05 |